# Buellia muriformis
Buellia muriformis är en lavart som beskrevs av A. Nordin & Tønsberg. Buellia muriformis ingår i släktet Buellia och familjen Physciaceae.   Inga underarter finns listade i Catalogue of Life.